# 卡达耶尔
卡达耶尔（Kadayal），是印度泰米尔纳德邦甘尼亚古马里县的一个城镇。总人口19226（2001年）。

## 人口
该地2001年总人口19226人，其中男性9400人，女性9826人；0—6岁人口2437人，其中男1236人，女1201人；识字率77.08%，其中男性为80.15%，女性为74.15%。